# Cenk Tosun
Cenk Tosun (ur. 7 czerwca 1991 w Wetzlarze) – turecki piłkarz niemieckiego pochodzenia, występujący na pozycji napastnika w tureckim klubie Beşiktaş JK oraz w reprezentacji Turcji. Uczestnik Mistrzostw Europy 2016. Wychowanek Eintrachtu Frankfurt. Były młodzieżowy reprezentant Niemiec

## Kariera klubowa
Swoją karierę piłkarską Tosun rozpoczął w zespole Eintrachtu Frankfurt. W 2008 roku zaczął grać w rezerwach Eintrachtu. W 2009 roku został również członkiem pierwszego zespołu Eintrachtu. 8 maja 2010 zadebiutował w jego barwach w Bundeslidze w przegranym 1:3 wyjazdowym meczu z VfL Wolfsburg, gdy w 75. minucie zmienił Martina Fenina. Debiut był zarazem jedynym meczem Tosuna w pierwszym zespole Eintrachtu.
W styczniu 2011 roku Tosun przeszedł na zasadzie wolnego transferu do Gaziantepsporu. Swój debiut w tureckiej Süper Lig zaliczył 6 lutego 2011 w zwycięskim 2:0 wyjazdowym meczu z Konyasporem. 19 lutego 2011 w meczu z Bursasporem (4:1) strzelił swoje pierwsze dwa gole w Süper Lig. W zespole Gaziantepsporu grał do końca sezonu 2013/2014. Rozegrał w nim 122 ligowe mecze i strzelił w nich 44 gole.
Latem 2014 Tosun podpisał kontrakt Beşiktaşem JK. Swój debiut w Beşiktasie zanotował 30 sierpnia 2014 w wygranym 1:0 wyjazdowym meczu z Mersin İdman Yurdu. W 43. minucie tego meczu strzelił gola. W sezonie 2014/2015 zajął z Beşiktaşem 3. miejsce w tureckiej lidze, a w sezonie 2015/2016 zdobył z nim mistrzostwo Turcji.
| Sezon   | Klub                   | Kraj   | Rozgrywki      | Mecze | Gole |
| ------- | ---------------------- | ------ | -------------- | ----- | ---- |
| 2008/09 | Eintracht Frankfurt II | Niemcy | Regionalliga   | 2     | 0    |
| 2009/10 | Eintracht Frankfurt    | Niemcy | Bundesliga     | 1     | 0    |
| 2009/10 | Eintracht Frankfurt II | Niemcy | Regionalliga   | 2     | 1    |
| 2010/11 | Eintracht Frankfurt II | Niemcy | Regionalliga   | 13    | 11   |
| 2010/11 | Gaziantepspor          | Turcja | Süper Lig      | 14    | 10   |
| 2011/12 | Gaziantepspor          | Turcja | Süper Lig      | 37    | 10   |
| 2012/13 | Gaziantepspor          | Turcja | Süper Lig      | 32    | 10   |
| 2013/14 | Gaziantepspor          | Turcja | Süper Lig      | 31    | 13   |
| 2014/15 | Beşiktaş JK            | Turcja | Süper Lig      | 18    | 5    |
| 2015/16 | Beşiktaş JK            | Turcja | Süper Lig      | 29    | 8    |
| 2016/17 | Beşiktaş JK            | Turcja | Süper Lig      | 33    | 20   |
| 2017/18 | Beşiktaş JK            | Turcja | Süper Lig      | 16    | 8    |
| 2017/18 | Everton                | Anglia | Premier League | 14    | 5    |
| 2018/19 | Everton                | Anglia | Premier League | 25    | 3    |

Stan na: 13 maja 2019

## Kariera reprezentacyjna
W latach 2010–2011 Tosun grał w reprezentacji Niemiec U-21. Z kolei w 2012 roku grał w reprezentacji Turcji U-21. 15 października 2013 zadebiutował w dorosłej reprezentacji Turcji w przegranym 0:2 meczu eliminacji do MŚ 2014 z Holandią, gdy w 74. minucie zmienił Selçuka İnana.